# تيم مالوني
تيم مالوني (بالإنجليزية: Tim Maloney)‏ (1909 بميدلزبرة في المملكة المتحدة - 1982) هو لاعب كرة قدم بريطاني (وحمل سابقاً جنسية المملكة المتحدة لبريطانيا العظمى وأيرلندا) في مركز الهجوم. لعب مع ستوك سيتي ونادي ميدلزبره وهال سيتي وSouth Bank F.C. ‏ ودارلينجتون إف سى.